# Бад-Айблінг
Бад-Айблінг (нім. Bad Aibling) — місто в Німеччині, розташоване в землі Баварія. Підпорядковується адміністративному округу Верхня Баварія. Входить до складу району Розенгайм.
Площа — 41,55 км2. Населення становить 19 097 ос. (станом на 31 грудня 2020).
9 лютого 2016 року поблизу міста сталася найбільша залізнична аварія в Німеччині у XXI столітті.

## Галерея

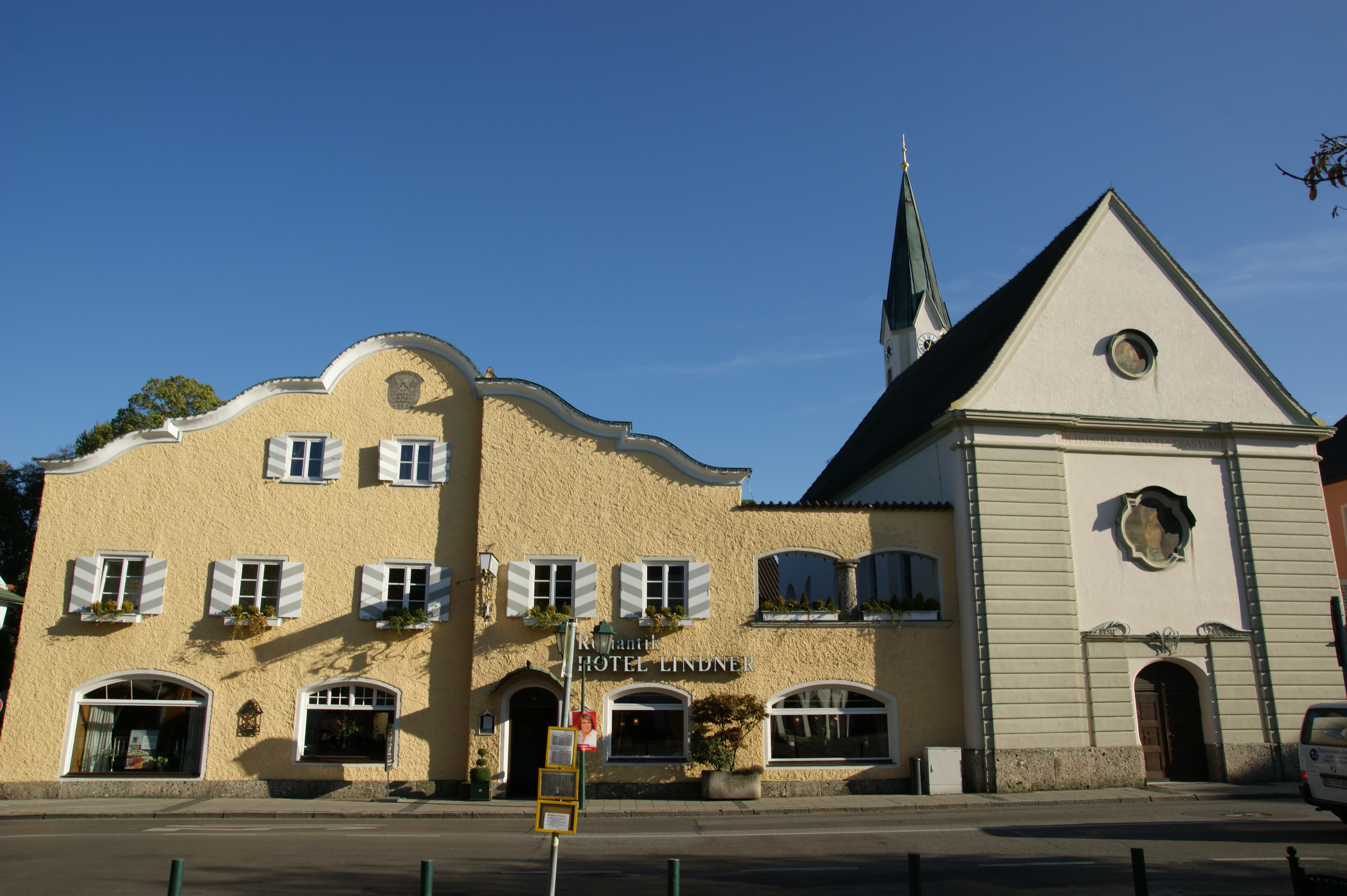
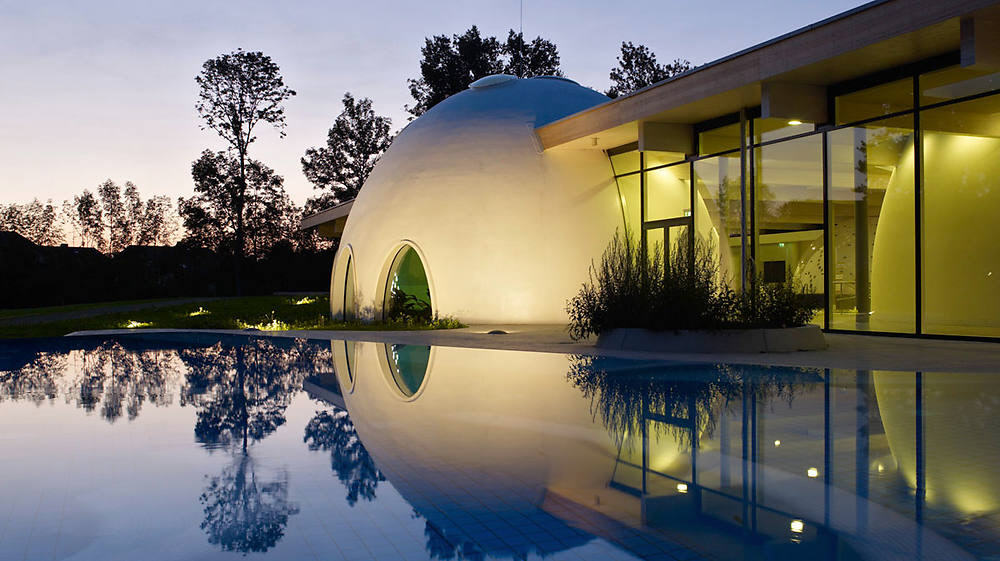
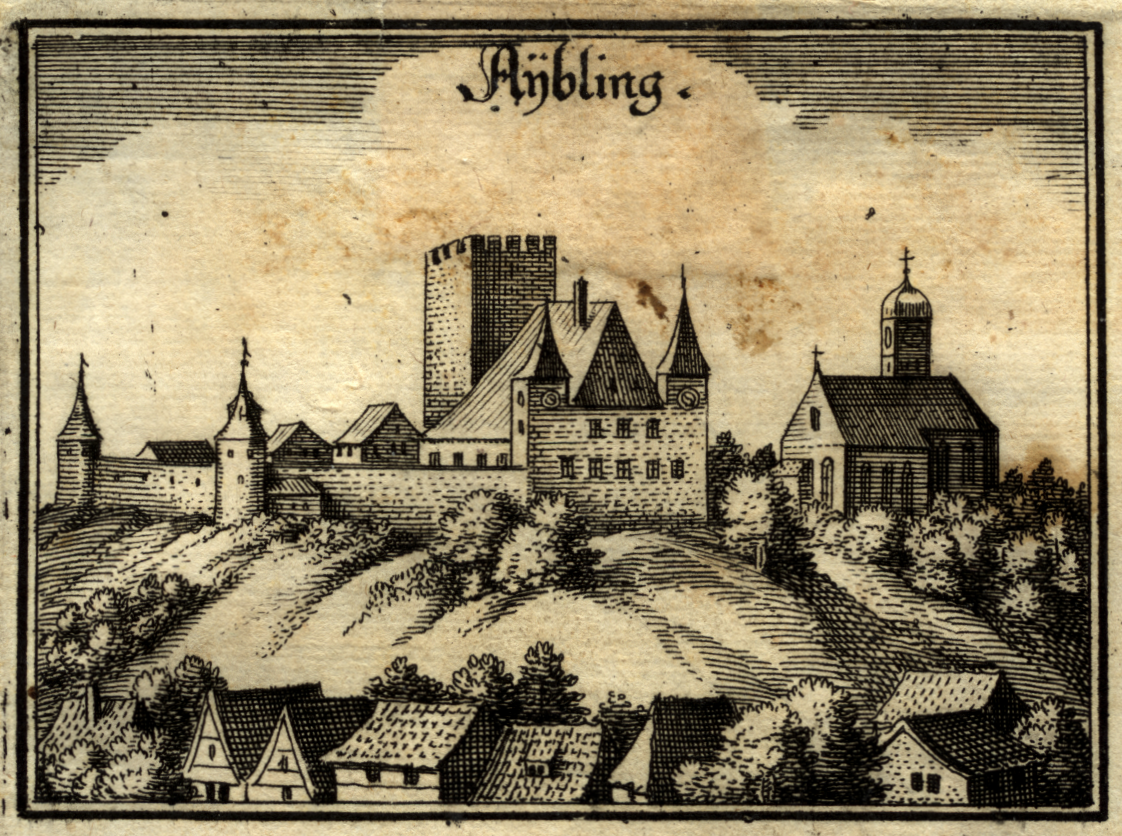
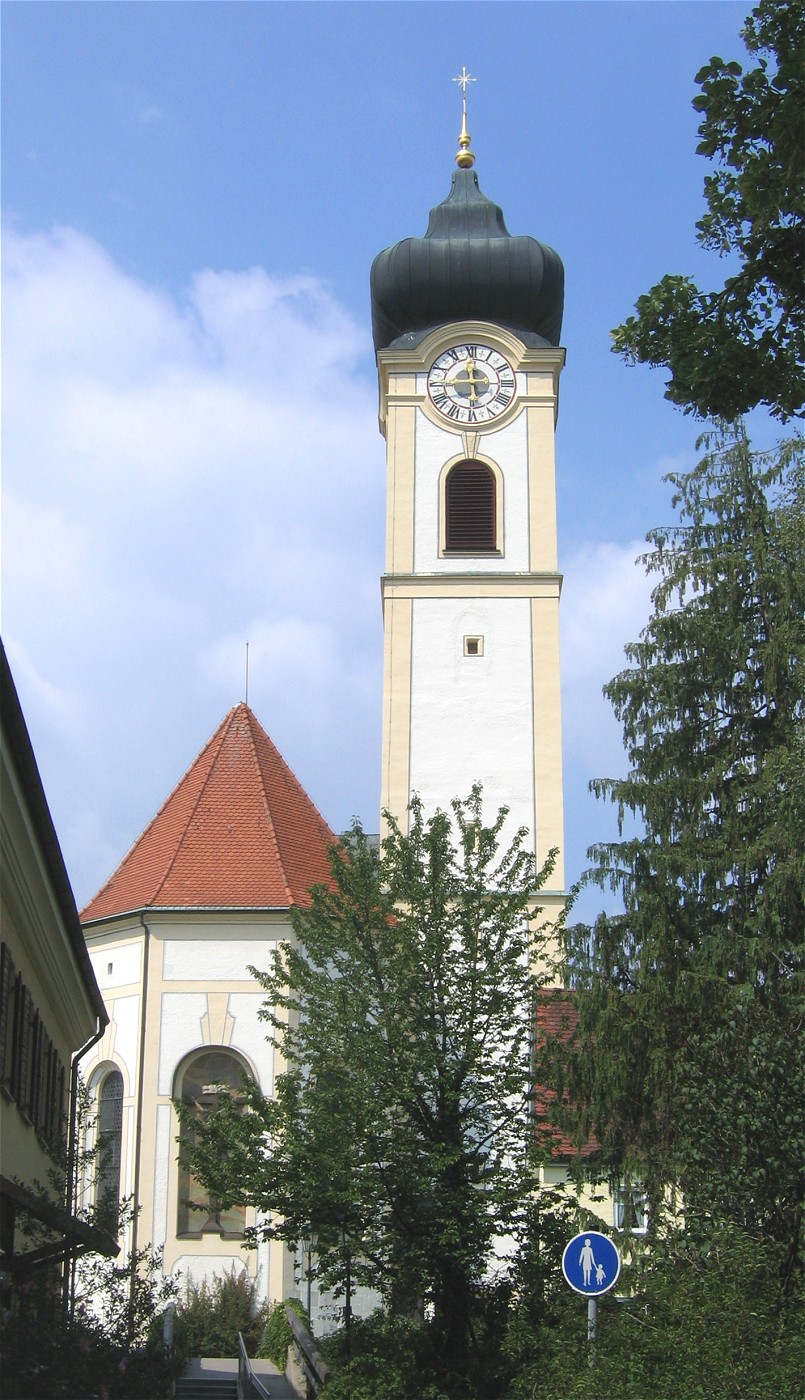
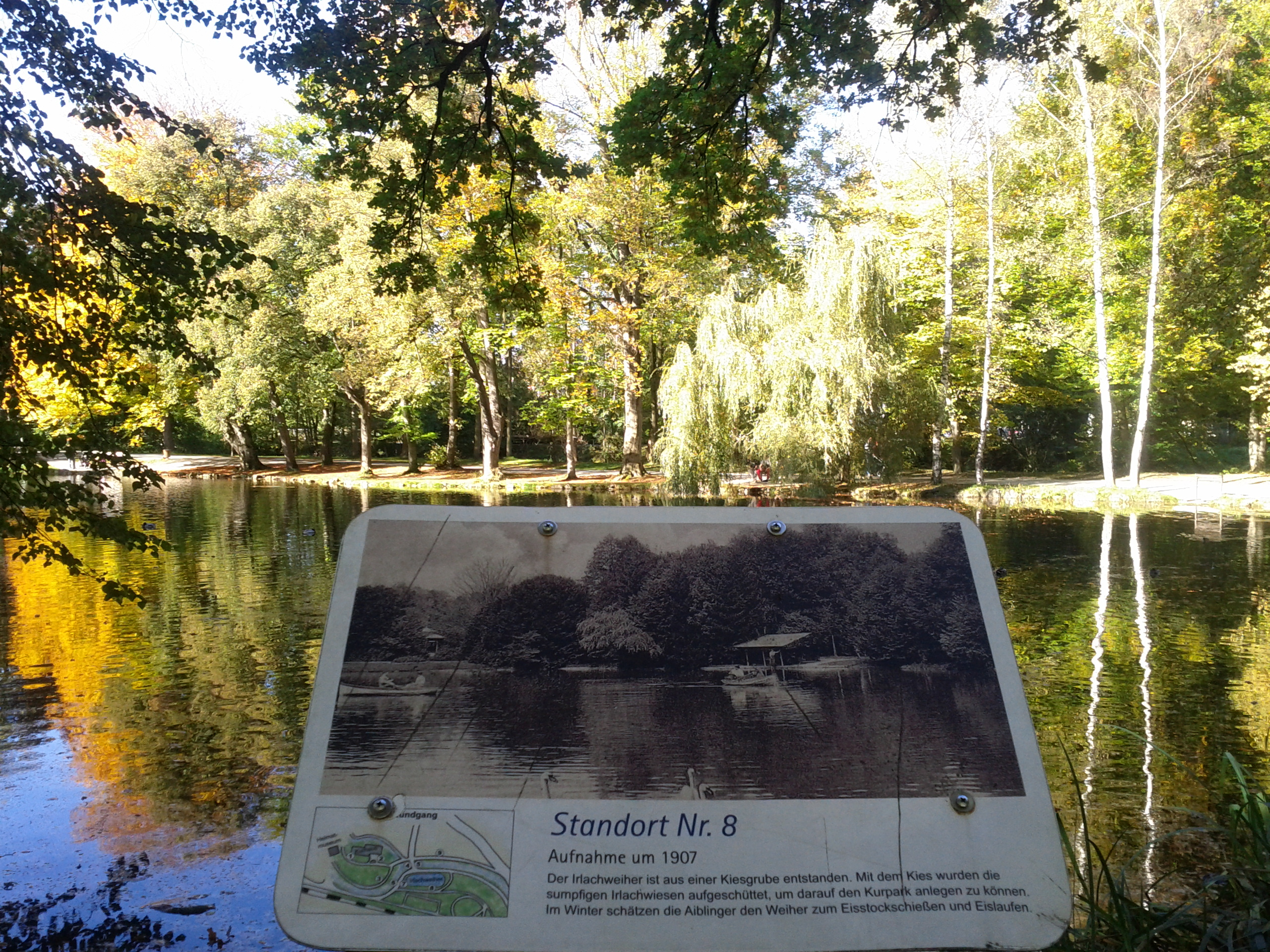
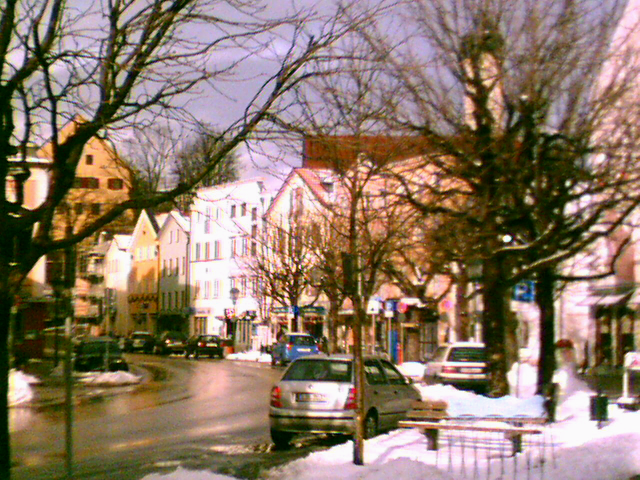

## Уродженці
- Елеонора Баур (1885—1981) — одна з засновників Німецької робітничої партії, «нацистська ікона» і єдина жінка, яка брала участь в Пивному путчі.